# Lepidocyclina
Lepidocyclina es un género de foraminífero bentónico de la subfamilia Lepidocyclininae, de la familia Lepidocyclinidae, de la superfamilia Asterigerinoidea, del suborden Rotaliina y del orden Rotaliida. Su especie tipo es Nummulites mantelli. Su rango cronoestratigráfico abarca desde el Luteciense (Eoceno medio) hasta el Aquitaniense (Mioceno inferior).

## Clasificación
Se han descrito numerosas especies de Lepidocyclina. Entre las especies más interesantes o más conocidas destacan:
- Lepidocyclina asterodisca †
- Lepidocyclina bontourana †
- Lepidocyclina californica †
- Lepidocyclina canellei †
- Lepidocyclina claibornensis †
- Lepidocyclina dilatata †
- Lepidocyclina ephippoides †
- Lepidocyclina giraudi †
- Lepidocyclina isolepidinoides †
- Lepidocyclina mantelli †
- Lepidocyclina miraflorensis †
- Lepidocyclina montgomeriensis †
- Lepidocyclina ocalana †
- Lepidocyclina pancanalis †
- Lepidocyclina pustulosa †
- Lepidocyclina sherwoodensis †
- Lepidocyclina supera †
- Lepidocyclina waylandvaughani †
- Lepidocyclina weeksi †

Un listado completo de las especies descritas en el género Lepidocyclina puede verse en el siguiente anexo.
En Lepidocyclina se han considerado los siguientes subgéneros:
- Lepidocyclina (Amphilepidina), también considerado como género Amphilepidina y aceptado como Nephrolepidina
- Lepidocyclina (Astrolepidina), aceptado como género Astrolepidina
- Lepidocyclina (Cyclolepidina), también considerado como género Cyclolepidina y aceptado como Nephrolepidina
- Lepidocyclina (Eulepidina), aceptado como género Eulepidina
- Lepidocyclina (Helicolepidina), aceptado como género Helicolepidina
- Lepidocyclina (Isolepidina), también considerado como género Lepidocyclina y aceptado como Lepidocyclina
- Lepidocyclina (Multicyclina), también considerado como género Multicyclina y aceptado como Nephrolepidina
- Lepidocyclina (Multilepidina), también considerado como género Multilepidina y aceptado como Nephrolepidina
- Lepidocyclina (Neolepidina), también considerado como género Neolepidina y aceptado como Nephrolepidina
- Lepidocyclina (Nephrolepidina), aceptado como género Nephrolepidina
- Lepidocyclina (Pliolepidina), también considerado como género Pliolepidina
- Lepidocyclina (Polylepidina), aceptado como género Polylepidina
- Lepidocyclina (Trybliolepidina), aceptado como género Trybliolepidina